# Filială

Primele filiale cisterciene (cu anul fondării): Abația Pontigny este a doua din cele patru ale Abației Cîteaux.

Filiala este o societate cu statut juridic distinct, dar condusă și controlată de o unitate centrală care deține mai mult de jumătate din capitalul său social.

## Istoric
Termenul provine din cuvântul latin filia (în traducere „fiică”) și desemna inițial în dreptul canonic o mănăstire sau biserică dependentă de o mănăstire-„mamă” sau biserică-„mamă”. Dependența a fost astfel de la început un criteriu determinant pentru o filială. De la sfârșitul secolului al XIX-lea noțiunea s-a transferat din domeniul bisericesc în cel comercial, desemnând un punct de lucru secundar al unui lanț de magazine, al unei bănci sau societăți de asigurări.